# Oncocnemis idioglypha
Oncocnemis idioglypha là một loài bướm đêm trong họ Noctuidae.